# Ipertrofia muscolare
L’ipertrofia muscolare è un evento biologico/fisiologico che prevede l'ipertrofia, cioè l'aumento del volume delle cellule che compongono un tessuto, sui vari tipi di tessuto muscolare. Si può parlare di ipertrofia del muscolo scheletrico, del muscolo cardiaco, o del muscolo liscio.

## Ipertrofia muscolare scheletrica
L'ipertrofia muscolare è un aumento delle dimensioni delle fibre muscolari e quindi della massa muscolare, osservato quando un muscolo raggiunge un diametro maggiore o una maggiore sezione trasversale. Attraverso l'esercizio fisico, il lavoro muscolare con sovraccarichi porta ad un aumento della massa muscolare mediante questo adattamento biologico. A livello cellulare, nell'ipertrofia muscolare negli esseri umani le proteine contrattili actina e miosina aumentano di dimensioni e di numero
Avviene anche un aumento nel liquido (sarcoplasma), e il tessuto connettivo non contrattile si diffonde all'interno del muscolo, un concetto solitamente denominato ipertrofia sarcoplasmatica. Inoltre, con l'allenamento di tipo eccentrico, in cui il muscolo è sovraccaricato e allo stesso tempo si allunga, le cellule muscolari raggiungono anche sarcomeri (la più piccola unità funzionale delle fibre muscolari) longitudinalmente, aggiungendo così lunghezza anche alla lunghezza della fibra muscolare. In realtà, negli esseri umani non vengono create nuove fibre muscolari durante l'ipertrofia, anche se questo fenomeno è stato osservato in alcuni studi su animali a causa di notevoli differenze strutturali nell'anatomia muscolare tra le diverse specie.
Sia il muscolo cardiaco (miocardio) che scheletrico si adattano a regolari stimoli di allenamento con carichi di lavoro crescenti che superano la capacità di carico iniziale della fibra muscolare. Con il muscolo cardiaco, il cuore diventa più efficiente nel far fluire il sangue all'interno delle sue cavità, mentre il muscolo scheletrico diventa più efficiente nel trasmettere le forze attraverso le inserzioni tendinee alle ossa. Il muscolo scheletrico ha due funzioni fondamentali, statiche e dinamiche: contrarsi per favorire il movimento del corpo, e fornire stabilità per mantenere la postura del corpo. Ogni muscolo scheletrico deve essere in grado di contrarsi a diversi livelli di tensione per eseguire queste funzioni. I sovraccarichi progressivi sono un metodo che prevede di provocare stress intermittenti e di varia natura sul muscolo scheletrico, il che gli permette di adattarsi generando quantità proporzionali di tensione. Il muscolo è in grado di adattarsi aumentando la dimensione e la quantità di proteine contrattili, che comprendono le miofibrille all'interno di ogni fibra muscolare, portando ad un aumento delle dimensioni delle singole fibre muscolari e la loro conseguente produzione di forza.
L'ipertrofia muscolare è un processo multidimensionale, con numerosi fattori coinvolti. Si tratta di una complessa risposta di segnali cellulari tra le cellule satellite, il sistema immunitario, i fattori di crescita, e gli ormoni, con le singole fibre muscolari di ciascun muscolo. Tre particolari segnali (via calcio-dipendente, mitogen-activated protein-chinasi, e via mTOR) spostano la cella in una condizione di sintesi proteica, mentre inibiscono il catabolismo proteico. Proteine segnale chiamate citochine, provenienti dal sistema immunitario, interagiscono con i recettori specializzati sui muscoli per promuovere la crescita del tessuto. Alcuni ormoni anabolici (che promuovono la crescita muscolare), includono l'IGF-1, il testosterone, e ormone della crescita (GH), che giocano un ruolo primario nel promuovere l'ipertrofia.
È importante notare che la forza guadagnata nel primo paio di mesi di allenamento mirato a creare l'ipertrofia muscolare è principalmente data dagli adattamenti neurali. Nelle fasi iniziali del programma di allenamento, il muscolo acquisisce un maggiore input neurale, denominato unità neurale (neural drive). Alla base di questo maggiore input neurale sono i modelli di reclutamento delle unità motorie dei tipi di fibre muscolari. Ogni unità motoria rappresenta un singolo nervo e le numerose fibre muscolari che innerva.
La tensione meccanica, il danno muscolare, e lo stress metabolico, sono i tre principali fattori che favoriscono l'ipertrofia dall'esercizio. La tensione meccanica è direttamente correlata all'intensità dell'esercizio, che è la chiave per stimolare la crescita muscolare. L'ipertrofia massima viene ottenuta con carichi tra l'80 e il 95% di 1 RM (Repetition Maximum), equivalenti di circa 2 e 6 ripetizioni massime a cedimento. Un altro importante fattore che determina la maggiore ipertrofia muscolare è la scelta del tipo di esercizio: gli esercizi che coinvolgono più parti corporee (come gli esercizi bilaterali, poliarticolari, e a catena cinetica chiusa), hanno dimostrato di produrre un maggiore incremento degli ormoni anabolici e della forza rispetto agli esercizi che ne coinvolgono meno (come gli esercizi monolaterali, monoarticolari, e a catena cinetica aperta). Il danno muscolare, avvia una risposta infiammatoria dalla fase di allenamento, che attiva processi di crescita delle cellule satellite. Negli ultimi anni la letteratura scientifica risulta concorde nell’affermare che i tipici dolori muscolari post-allenamento (DOMS) non siano causati dal danno al tessuto muscolare ma dallo stiramento dei fusi neuromuscolari, particolarmente sollecitati nelle fasi eccentriche degli esercizi. 
Inoltre, lo stress metabolico che è il risultato dei sottoprodotti del metabolismo anaerobico (cioè, ioni idrogeno (H+), lattato, e fosfati inorganici) si crede ora sia coinvolto nel promuovere fattori ormonali che portano alla ipertrofia muscolare. In aggiunta, gli arti superiori tendono a mostrare una maggior crescita ipertrofica rispetto agli arti inferiori. L'esercizio di resistenza può stimolare in maniera intensa l'ipertrofia cellulare e lo sviluppo della forza. Tuttavia il guadagno dell'ipertrofia è relativamente lento, richiedendo generalmente diverse settimane o mesi per essere visibile.
Bisogna sottolineare come l'ipertrofia non è il primo meccanismo che viene messo in atto dal corpo per migliorare la risposta ad un allenamento di tale entità, infatti inizialmente vi è un adattamento neurale che permette di reclutare un numero maggiore di fibrocellule tramite l'attivazione di un maggiore numero di unità neuromotorie, di una loro maggiore sincronizzazione e capacità di stimolazione delle stesse, successivamente dopo questo adattamento neurale avviene la risposta fisiologica sulla morfologia muscolare, ottenibile principalmente con esercizi ad esaurimento esasperato.

### Sintesi
Riassumendo, ci sono molteplici meccanismi che sono responsabili dello stimolo della crescita muscolare e, probabilmente, ognuno di questi meccanismi può essere stimolato mediante metodi di allenamento diversi. Questi meccanismi sono:
- un aumento della tensione muscolare o sollecitazioni meccaniche sul tessuto muscolare;[11]
- la deplezione di substrati energetici intramuscolari (fosfati, glicogeno) dovuta alle esigenze metaboliche;[11]

Questo porta in una cascata di eventi, che è stata definita come upstream signalling (segnalazione a monte), la quale provoca effetti a valle (downstream). Questa cascata di eventi che comprende i seguenti:
- sollecitazioni meccaniche e metaboliche che portano a danni strutturali (micro-traumi)
- segnalazioni dallo stress meccanico sulle fibre muscolari;
- risposta ormonale (testosterone, GH, MGF, IGF-1, cortisolo), e risposta infiammatoria;
- sintesi proteica che porta alla ipertrofia muscolare;

### I diversi tipi di ipertrofia muscolare
L'attuale letteratura scientifica riconosce essenzialmente due tipi di ipertrofia muscolare scheletrica:
- ipertrofia funzionale o miofibrillare, cioè l'aumentato del numero di miofibrille per fibra muscolare e quindi un aumento dei sarcomeri in parallelo;
- ipertrofia non funzionale o sarcoplasmatica, ovvero la crescita nel sarcoplasma e nessuna crescita diretta delle proteine contrattili;

L'ipertrofia funzionale determina un aumento della forza o della capacità di aumentare la forza, e ciò non avviene per l'ipertrofia non funzionale.
Inoltre diverse fibre vengono stimolate a subire l'ipertrofia attraverso diversi tipi di allenamento: i body builder mostrano preferenzialmente un'ipertrofia delle fibre di tipo I e IIa, mentre i weightlifter e i powerlifter stimolano prevalentemente un'ipertrofia delle fibre di tipo IIb (o IIx), che sono più adatte per prestazioni di forza e potenza. Pertanto entrambi i metodi di allenamento riescono a portare allo sviluppo di una maggiore massa muscolare, ma in maniera diversa.

#### Ipertrofia funzionale
I neofiti sono soliti eseguire solo 4 x 3 o 3 x 4 (serie x ripetizioni) durante i periodi di allenamento per lo sviluppo della forza massimale. In realtà tali parametri sono inferiori al volume necessario richiesto per l'ipertrofia. Semplicemente aumentando il numero delle serie e riducendo gli intervalli di riposo in modo che il 3 x 4 diventi 8 x 4, verrà prodotto il ricercato effetto ipertrofico. Un carico minimo relativo all'85% di 1 RM (cioè 4-5 RM) è necessario per reclutare un maggior numero di unità motorie, nonché stimolare il guadagno della forza, e questo in teoria verrebe permesso da un tipo protocollo di allenamento con un tale numero di serie e ripetizioni. Inoltre, viene ampiamente accettato tra gli scienziati e ricercatori dello sport ed esercizio fisico che come l'intensità (la percentuale di una ripetizione massima, 1 RM) aumenta, così aumenta la velocità di degradazione delle proteine muscolari, fornendo così un potente stimolo per la crescita. Tuttavia, sulla base di questo principio, il miglior numero di ripetizioni per ottenere ipertrofia sarebbe una ripetizione. Questo non è il caso, perché anche se il tasso di degradazione è massimizzato, il totale tempo sotto tensione (TUT, Time Under Tension) per ogni serie sarebbe troppo basso, e quindi viene richiesto un minimo assoluto di tre ripetizioni per serie.
Serie ad alta intensità e basse ripetizioni per ottenere un aumento delle dimensioni del muscolo possono essere efficaci per la risposta anabolica ormonale indotta da questo tipo di stimolo, in particolare del testosterone. Kraemer et al. hanno riportato una relazione inversa tra i livelli di testosterone dei soggetti e il numero totale di ripetizioni eseguite all'interno di una serie, cioè con l'aumento dell'intensità e il decremento del numero di ripetizioni, sono stati osservati livelli superiori di testosterone. Inoltre Pullinen et al. hanno testato 10 serie da 6 ripetizioni (10 x 6) di mezzo squat con solo il 50% di 1 RM, riportando un aumento del 18% dei livelli di testosterone dopo l'allenamento. Altri, come Raastad et al. hanno riportato quanto un aumento del 100% dei livelli di testosterone con l'esecuzione di 3-6 ripetizioni massime (RM) di squat, squat frontale e leg extension. Parametri come, 8 x 4, 10 x 3, 5 x 5, 5 x 6, con circa 60-90 secondi di riposo tra le serie, hanno portato ad un aumento sia dell'ipertrofia muscolare e la forza massimale.

#### Ipertrofia non funzionale
Molto spesso la teoria dell'allenamento più comune vede nelle 8-12 ripetizioni massime il migliore metodo per stimolare l'ipertrofia. Questo metodo, con tale range di ripetizioni, rientra all'interno della cosiddetta ipertrofia non funzionale per il fatto che, almeno secondo vecchie teorie, non verrebbero sviluppati particolari incrementi funzionali sulle capacità del muscolo, come lo sviluppo effettivo della forza, ma verrebbe piuttosto creata un'ipertrofia maggiormente rivolta al sarcoplasma, cioè al citoplasma delle cellule muscolari, la ritenzione di glicogeno muscolare, ed altre sottounità cellulari. Questi range di lavoro sono più orientati sull'ipertrofia delle fibre di tipo 1 e di tipo 2a, mentre non andrebbero a coinvolgere in maniera rilevante le fibre di tipo 2b, cioè quelle più forti e ipertrofizzabili.
È stato suggerito che il miglior compromesso tra il tasso di degradazione delle proteine muscolari (riconoscibile nel suo massimo su 1RM) e il tempo sotto tensione (TUT) del muscolo in attività, viene riconosciuto a circa 10 ripetizioni per serie (10 RM), durante il quale può verificarsi una maggiore quantità complessiva di micro-traumi, e quindi una maggiore crescita. Uno dei motivi può essere spiegato dal fatto che questo range di ripetizioni è sufficientemente basso per permettere ai muscoli di sollevare carichi adeguatamente pesanti (circa 75% 1 RM), e un numero sufficiente di ripetizioni per permettere al muscolo di sopportare un TUT abbastanza lungo con carichi pesanti. Serie con ripetizioni superiori sono generalmente ritenute efficaci, attraverso diversi meccanismi che bloccano l'accesso del sangue e dell'ossigeno all'interno del muscolo durante una serie, evento che stimola ipertrofia attraverso un aumento della produzione di fattori di crescita sistemici e locali (IGF-1, MGF e hGH). Gotshalk et al. hanno simulato una sessione di allenamento completa con 8 esercizi eseguiti utilizzando 3 x 10 con un carico che permette di 10RM. Gli autori hanno riportato un aumento del 700% nella produzione di hGH, e un aumento del 32% del testosterone nel periodo post allenamento. In realtà è dimostrabile che anche a basse intensità e lunghi TUT si riesca a stimolare l'aumento della sintesi proteica delle miofibrille. Quindi modelli di allenamento che prevedono ripetizioni più elevate, possono indurre ipertrofia per via di stimoli ormonali e fisiologici diversi da quelli indotti dall'alta intensità.
Da come vengono descritti i diversi tipi di ipertrofia muscolare, sembrerebbe che l'esercizio ad intensità bassa e moderata e ripetizioni alte e moderate sia meno efficace per creare ipertrofia. Tuttavia evidenze scientifiche recenti rimettono fortemente in discussione queste conclusioni. Alcuni ricercatori già da tempo hanno rilevato che anche carichi relativi ad intensità basse, circa il 60-1RM (circa 20-RM) riescono a coinvolgere anche le fibre di tipo 2b e riescono inoltre a sviluppare l'ipertrofia delle miofibrille (cioè la componente contrattile). Altre evidenze mettono in luce come anche carichi relativi al 30% 1-RM, se portati alla massima fatica (cedimento), riescono allo stesso modo a stimolare l'ipertrofia miofibrillare. Per tanto non si può sostenere che uno stimolo di allenamento più mirato a creare ipertrofia sarcoplasmatica e pompaggio muscolare non vada a stimolare l’ipertrofia miofibrillare o strutturale.

## Componenti strutturali coinvolti nell'ipertrofia muscolare[25][26]
- Incremento dei filamenti di actina;
- Incremento dei filamenti di miosina;
- Incremento delle miofibrille;
- Incremento del sarcoplasma;
- Incremento del tessuto connettivo delle fibre muscolari;
- Incremento del volume e numero dei mitocondri;
- Incremento del volume e numero dei capillari;
- Incremento dei depositi di trigliceridi intramuscolari;
- Incremento dei depositi di glicogeno muscolare;

## Percentuale approssimativa delle dimensioni della fibra muscolare[26]
- Miofibrille: 20-30%;
- Mitocondri: 15-25%;
- Sarcoplasma: 20-30%;
- Capillari: 3-5%;
- Trigliceridi intramuscolari: 10-15%;
- Glicogeno muscolare: 2-5%;
- Tessuto connettivo: 2-3%;
- Altre sostanze: 4-7%;

## Metodi per lo sviluppo dei singoli componenti[26]
- Miofibrille: forza massimale, forza resistente alta e media intensità (1-12 rip. = 70-100% 1 RM);
- Mitocondri: forza resistente bassa intensità (15-25 rip. = 50-60% 1 RM), endurance;
- Sarcoplasma: forza massimale, forza resistente (1-25 rip. = 50-100% 1 RM);
- Capillari: forza resistente (6-25 rip. = 50-80% 1 RM)[27], tensione costante, endurance;
- Trigliceridi intramuscolari: endurance media intensità (65% VO2max[28]), dieta ad alto apporto lipidi e basso in glucidi[29][30], riposo;
- Glicogeno muscolare: forza resistente (6-25 rip. = 50-80% 1 RM), endurance media e alta intensità (>70-75% del VO2max[31]), dieta ad alto apporto di glucidi[32];
- Tessuto connettivo: forza massimale, forza resistente media e alta intensità (1-12 rip. = 70-100% 1 RM);
- Altre sostanze: forza massimale, forza resistente (6-25 rip. = 50-80% 1 RM), riposo, dieta;

## Componenti nel dettaglio
- Miofibrille: L'aumento delle dimensioni e il numero delle miofibrille è strettamento collegato alla forza contrattile della fibra muscolare, e viene stimolato con carichi di lavoro che vanno dal 70 all'85% di una ripetizione massima (1 RM), che in termini di ripetizioni equivalgono rispettivamente a circa 12 e 4 ripetizioni massime (a cedimento muscolare).
- Mitocondri: Il numero e le dimensioni dei mitocondri sono collegati alla resistenza della fibra muscolare. Oltre che con l'allenamento di endurance (aerobico), essi vengono stimolati con carichi di lavoro attorno al 60% di 1 RM o inferiori, ovvero con circa 15 ripetizioni massime o superiori, e con movimenti lenti e continui.
- Capillari: Lo sviluppo capillare è collegato ad intensità basse e intermedie (50-75% 1 RM)[27][33], con movimenti lenti e tensione costante..
- Sarcoplasma: Esso subisce uno sviluppo proporzionale a quello delle miofibrille e mitocondri, e dunque viene stimolato entro range di lavoro più ampi, che spaziano dalla forza massimale alla forza resistente a bassa intensità.
- Trigliceridi intramuscolari: Lo stoccaggio di trigliceridi intramuscolari aumenta con l'attività di endurance[34] a media intensità (65% VO2max[28]), e viene scarsamente intaccato o incrementato mediante l'attività di resistenza con i pesi.
- Glicogeno muscolare: La maggiore ritenzione di glicogeno intramuscolare avviene con l'attività anaerobica lattacida, e con l'attività aerobica[35][36].

## Fisiologia dell'ipertrofia muscolare scheletrica

### Le cellule satellite
Le cellule satellite sono le cellule staminali del muscolo scheletrico. Come le cellule staminali, quelle satellite hanno caratteristiche e funzioni fisiologiche uniche. Le cellule satellite possono essere definite come piccole cellule con un nucleo (mononucleari), il quale costituisce la maggior parte del volume cellulare.  Sono definite "satellite" perché si trovano sulla superficie esterna della fibra muscolare, tra il sarcolemma (la membrana plasmatica polarizzata) e la lamina basale (strato superiore della membrana basale) della fibra muscolare. La funzione delle cellule satellite è quella di facilitare la crescita, il mantenimento e la riparazione del muscolo scheletrico danneggiato. Di solito queste cellule sono dormienti, ma si attivano quando la fibra muscolare riceve qualche forma di trauma, danni o lesioni, ad esempio mediante sovraccarico dell'allenamento di resistenza con i pesi. Questo trauma a livello delle fibre muscolari viene avvertito come lesioni e lacerazioni muscolari, e con quel fenomeno che viene riscontrato 24-48 ore dopo l'allenamento chiamato DOMS. In sostanza, viene avviata una reazione biologica per riparare o sostituire le fibre muscolari danneggiate che vede la fusione delle cellule satellite insieme e alle fibre muscolari, che porta ad un aumento delle fibre muscolari nella loro sezione trasversale, fenomeno denominato appunto ipertrofia. Le cellule satellite hanno un solo nucleo e possono replicarsi dividendosi. Esse si moltiplicano e quindi proliferano, e le cellule figlie sono attratte dall'area del muscolo danneggiato. Poi si fondono alla fibra muscolare esistente, donando i loro nuclei alla fibra, per favorire la rigenerazione della fibra muscolare. Solamente nella fisiologia umana, le fibre muscolari hanno nuclei numerosi. Ogni nucleo è responsabile per una superficie definita del volume e del tessuto all'interno della fibra muscolare, un concetto chiamato dominio mionucleare. Poiché le cellule satellite si moltiplicano, alcune rimangono come organelli sulla fibra muscolare dove la maggior parte si differenziano (le cellule subiscono processo in cui maturano in cellule normali) e si fondono con le fibre muscolari per formare nuove proteine muscolari (o miofibrille) e/o riparando le fibre danneggiate. Così, le miofibrille delle cellule muscolari aumenteranno di spessore e numero. Dopo la fusione con la fibra muscolare, alcune cellule satellite servono come fonte di nuovi nuclei per supportare la crescita della fibra muscolare. Con questi nuclei aggiuntivi, la fibra muscolare è in grado di sintetizzare più proteine e creare più miofilamenti contrattili, più noti come actina e miosina, nelle cellule muscolari scheletriche. È importante sottolineare il fatto che questo processo non crea più fibre muscolari scheletriche (nell'uomo), ma aumenta la dimensione e numero delle proteine contrattili (actina e miosina) all'interno della fibra muscolare. Questa attivazione delle cellule satellite, e il periodo di proliferazione, dura fino a 48 ore dopo il trauma dallo stimolo della sessione di allenamento di resistenza. La quantità di cellule satellite presenti all'interno di in un muscolo dipende dal tipo di muscolo. Le fibre rosse (o di tipo 1), tendono ad avere un contenuto di cellule satellite da cinque a sei volte maggiore rispetto alle fibre bianche (o di tipo 2b), a causa di una maggiore irrorazione capillare. Ciò può essere dovuto al fatto che le fibre muscolari di tipo 1 sono reclutate con maggiore frequenza, e quindi, più cellule satellite potrebbero essere necessarie per prevenire danni al muscolo.

### Immunologia
Come descritto in precedenza, l'esercizio di resistenza provoca traumi al muscolo scheletrico. Il sistema immunitario risponde con una complessa sequenza di reazioni immunitarie che portano all'infiammazione. Lo scopo della risposta infiammatoria è quello di contenere i danni, riparare il danno, e ripulire l'area danneggiata dai prodotti di scarto. Il sistema immunitario provoca una sequenza di eventi in risposta al danno del muscolo scheletrico. I macrofagi (una classe di globuli bianchi), che sono coinvolti nella fagocitosi (processo attraverso cui alcune cellule fagocitano e distruggono i microrganismi e i metaboliti cellulari) delle cellule danneggiate, si dirigono verso la zona lesa e secernono citochine, fattori di crescita e altre sostanze. Le citochine sono proteine che servono per gestire il sistema immunitario. Esse sono responsabili della comunicazione tra le cellule. Le citochine stimolano l'avvento dei linfociti, monociti, neutrofili e altre cellule benefiche sul sito della lesione per riparare il tessuto danneggiato.
Le tre importanti citochine in questo contesto sono l'interleuchina-1 (IL-1), l'interleuchina-6 (IL-6), e fattore di necrosi tumorale (TNF). Queste citochine producono la maggior parte della risposta infiammatoria, e questo è il motivo per cui sono chiamate "citochine infiammatorie o proinfiammatorie". Queste sono responsabili della scomposizione delle proteine, la rimozione delle cellule muscolari danneggiate, e l'aumento della produzione di prostaglandine (sostanze simili agli ormoni che aiutano a controllare l'infiammazione).

### Fattori di crescita
I fattori di crescita sono proteine altamente specializzate, tra cui ormoni, citochine e molecole simili agli ormoni, che sono molto coinvolte nell'ipertrofia muscolare, stimolando le cellule satellite a produrre un aumento delle dimensioni delle fibre muscolare. I fattori di crescita stimolano la divisione e la differenziazione (acquisizione di una o più caratteristiche diverse dalla cellula originale) di un particolare tipo di cellula, dimostrando di influenzare la crescita muscolare regolando l'attività delle cellule satellite. In relazione all'ipertrofia del muscolo scheletrico, fattori di crescita di particolare interesse sono i fattori di crescita insulino-simili (IGF), i fattori di crescita dei fibroblasti (FGF), e il fattore di crescita degli epatociti (HGF). Questi fattori di crescita cooperano tra loro per provocare l'ipertrofia del muscolo scheletrico.

#### Fattori di crescita insulino-simili (IGF)
L'IGF, o fattore di crescita insulino-simile (Insulin-like Growth Factor), è un ormone secreto dal muscolo scheletrico. Esso regola il metabolismo dell'insulina e stimola la sintesi proteica. Ne esistono due forme, l'IGF-1, che causa la proliferazione e la differenziazione delle cellule satellite, e l'IGF-2, che è responsabile della proliferazione delle cellule satellite. Gli IGF svolgono un ruolo primario nel regolare la crescita della massa muscolare, promuovendo cambiamenti che si verificano nel DNA per la sintesi proteica, e per promuovere la riparazione delle cellule muscolari. In risposta ad un allenamento di resistenza con sovraccarichi, i livelli di IGF-1 si elevano significativamente, risultando nell'ipertrofia del muscolo scheletrico.
Il Mechano-Growth Factor (MGF) è stato riconosciuto come una forma di IGF-1 attiva all'interno delle cellule muscolari con una funzione autocrina e paracrina. Sembra essere prodotta dal muscolo sovraccaricato e dal successivo danno muscolare, ed è il principale regolatore della riparazione muscolare.

#### Fattori di crescita dei fibroblasti (FGF)
L'FGF, o fattore di crescita dei fibroblasti (Fibroblast Growth Factor), è depositato nel muscolo scheletrico. L'FGF esiste in nove forme, cinque delle quali causano la proliferazione e differenziazione delle cellule satellite, portando all'ipertrofia del muscolo scheletrico. L'FGF favorisce il processo di rivascolarizzazione durante la rigenerazione muscolare (formazione di nuovi capillari sanguigni). La quantità di FGF prodotta dal muscolo scheletrico è proporzionale al grado del trauma muscolare.

#### Fattore di crescita degli epatociti (HGF)
L'HGF, o fattore di crescita degli epatociti (Hepatocyte Growth Factor), è una citochina con diverse funzioni cellulari, ed è un regolatore chiave di attività delle cellule satellite. Nel caso specifico dell'ipertrofia del muscolo scheletrico, l'HGF attiva le cellule satellite e può essere responsabile del loro spostamento verso le aree danneggiate.

### Ormoni dell'ipertrofia del muscolo scheletrico
Gli ormoni sono sostanze chimiche secrete dagli organi per avviare o regolare l'attività di un organo o di un gruppo di cellule in un'altra parte del corpo. Va notato che la funzione ormonale è decisamente influenzata dallo stato nutrizionale, l'assunzione di prodotti alimentari e lo stile di vita quali stress, sonno e salute generale. I seguenti ormoni sono di particolare interesse per l'ipertrofia del muscolo scheletrico.

#### Somatotropina (GH)
La somatotropina, detto anche GH (Growth Hormone) o ormone della crescita, è un ormone peptidico altamente riconosciuto per il suo ruolo nella crescita muscolare. Esso stimola gli IGF nel muscolo scheletrico, promuovendo l'attivazione delle cellule satellite, la proliferazione e differenziazione. L'esercizio di resistenza stimola il rilascio di ormone della crescita dalla ghiandola pituitaria anteriore (adenoipofisi), ed i suoi livelli di secrezione sono molto dipendenti dall'intensità dell'allenamento. L'ormone della crescita contribuisce a innescare il metabolismo dei grassi per l'impiego di energia nel processo di crescita muscolare. Inoltre, l'ormone della crescita stimola l'assorbimento e l'incorporazione di amminoacidi nella proteina del muscolo scheletrico. Tuttavia, gli effetti ipertrofici osservati dalla somministrazione aggiuntiva di GH, esaminati in gruppi di atleti di resistenza trattati con GH, possono essere meno accreditati per l'aumento delle proteine contrattili, ma più attribuibili alla ritenzione di liquidi e all'accumulo di tessuto connettivo.

#### Testosterone
Il testosterone appartiene alla classe degli ormoni steroidei (ormoni che hanno un nucleo steroide che può penetrare attraverso la membrana cellulare senza un recettore), ma anche alla classe degli androgeni, cioè gli ormoni sessuali maschili, di cui è il principale rappresentante. Il principale ruolo fisiologico degli androgeni è quello di promuovere la crescita e lo sviluppo degli organi e delle caratteristiche maschili. Il testosterone colpisce il sistema nervoso, il muscolo scheletrico, il midollo osseo, la pelle, i capelli, e gli organi sessuali. Con il muscolo scheletrico, il testosterone, che viene prodotto in quantità significativamente maggiore nei maschi, ha un'azione anabolica sul muscolo scheletrico (proteosintesi). Questo contribuisce a creare le differenze osservate nei due sessi, tra cui il peso corporeo e la composizione corporea. Il testosterone aumenta la sintesi proteica, che induce ipertrofia. Questo ormone può stimolare le risposte del GH da parte della ghiandola pituitaria, migliorando l'assorbimento cellulare degli aminoacidi e la sintesi proteica nel muscolo scheletrico. Inoltre, testosterone può aumentare la presenza di neurotrasmettitori all'interno delle fibre, promuovendo la crescita del tessuto. Come ormone steroideo, il testosterone può interagire con i recettori nucleari sul DNA, con conseguente sintesi proteica. Il testosterone può anche avere qualche tipo di effetto regolatore sulle cellule satellite.

#### Cortisolo
Il cortisolo è anch'esso un ormone steroideo che viene prodotto dalla corteccia surrenale del rene (corticosteroidi), più precisamente appartiene alla classe degli ormoni glucocorticoidi. Si tratta di un ormone che stimola la gluconeogenesi, che è la formazione di glucosio da fonti diverse dal glucosio, come gli amminoacidi (nello specifico la proteolisi), ma stimola anche la lipolisi, cioè il catabolismo dei trigliceridi depositati in acidi grassi liberi. Il cortisolo inibisce anche l'utilizzo di glucosio da gran parte delle cellule del corpo. Questo può avviare la proteolisi (catabolismo proteico), liberando così gli amminoacidi da utilizzare per produrre proteine diverse, che possono essere necessarie e critiche nei momenti di stress. In termini di ipertrofia, un aumento di cortisolo è legata ad un tasso di aumento del catabolismo proteico. Pertanto, il cortisolo degrada le proteine muscolari, inibendo l'ipertrofia del muscolo scheletrico.

#### Insulina
L'insulina è un ormone peptidico prodotto dalle cellule B del pancreas. Anche l'insulina stimola la crescita muscolare, migliorando la sintesi proteica e facilitando l'ingresso del glucosio nelle cellule. Le cellule satellite utilizzano il glucosio come combustibile, permettendo così la loro attività nel favorire la crescita delle cellule. Il glucosio viene anche utilizzato per il fabbisogno energetico intramuscolare. La principale funzione dell'insulina è quella di regolare il metabolismo del glucosio e degli amminoacidi, ed è l'ormone che causa l'evento dell'accumulo di grasso (lipogenesi). È riconosciuto come l'ormone anabolico per eccellenza, perché la sua azione provoca solo eventi anabolici e anti-catabolici sulle riserve energetiche, contrariamente ad altri ormoni anabolici sul muscolo scheletrico, che in genere hanno un'azione lipolitica, e quindi parzialmente catabolica. La sua attività è collegata all'ingestione di cibo, ed interviene in risposta ai cibi glucidici, proteici, e ai pasti misti, per depositare parte dei derivati della loro digestione nelle riserve energetiche, come i depositi di glicogeno (glicogenosintesi) e trigliceridi (lipogenesi), ma ha anche l'importante funzione di promuovere la sintesi delle proteine muscolari (proteosintesi). L'ormone quindi inibisce o blocca i processi catabolici, che possono essere l'utilizzo delle riserve di glicogeno, di lipidi, o di amminoacidi, a scopo energetico.

### Sistemi energetici e ipertrofia del muscolo scheletrico

#### Sistema anaerobico lattacido
L'esercizio di resistenza è mirato prevalentemente all'attivazione e utilizzo del sistema anaerobico lattacido per produrre l'ipertrofia, ed è generalmente considerato il metodo tipico per generare questa reazione, rivelandosi invece meno efficace nel sviluppare la forza massimale. Tale meccanismo prevede la combustione quasi esclusiva del glicogeno muscolare senza l'impiego di ossigeno (O2), e la conseguente produzione di alte concentrazioni di acido lattico, una sostanza di scarto del metabolismo anaerobico glicolitico, mediante la glicolisi anaerobica. Il sistema anaerobico lattacido comincia a sovrapporsi al sistema alattacido dopo circa 10-15 secondi dall'inizio dell'attività muscolare intensa. Esso è strettamente collegato ad una tempistica di esecuzione della serie che, dopo la sua attivazione, copre completamente i 30-40 secondi di attività massimale, per poi venire gradualmente sostituito dal sistema aerobico, in un periodo di tempo comunque abbastanza lungo. Dunque l'attività glicolitica lattacida, generalmente più indicata per l'ipertrofia muscolare, copre un tempo sotto tensione del muscolo, o una durata della serie (TUT, Time Under Tension) più o meno definito, che va dai 15-20 ai 50-60 secondi. A questa tempistica si correlano un numero di ripetizioni all'interno della serie più o meno definite, ma che comunque variano in base a diversi fattori, come la velocità di esecuzione del movimento, o il range di movimento. Correlato al sistema anaerobico lattacido è quindi anche l'intensità relativa: intensità tra il 65 e l'80% di 1 RM, che in termini di ripetizioni corrispondono a circa le 6-7, e le 12-13 ripetizioni massime (cedimento muscolare), sono generalmente più indicate per questo scopo. In realtà, alcuni studi suggeriscono che l'ipertrofia massima viene ottenuta con carichi tra l'80 e il 95% di 1 RM, equivalenti di circa 2 e 6 ripetizioni massime a cedimento. Ma, non escludendo la veridicità di questo esito, questo range di ripetizioni e di intensità è più connesso con il sistema anaerobico alattacido e con l'allenamento di potenza e forza massimale, e quindi, prevedendo un TUT muscolare piuttosto breve, esula dall'attivazione del sistema lattacido, e dalla produzione di acido lattico, cioè un importante causa dell'ipertrofia muscolare.
Bassa intensità:
Durante l'esercizio fisico di resistenza con i pesi, il sistema aerobico inizia a sovrapporsi al sistema anaerobico lattacido dopo circa 50-60 secondi di attività muscolare intensa. La cooperazione tra i due sistemi oltre tale soglia comunque permane per diversi minuti, e la prevalenza del sistema anaerobico lattacido con impiego di glicogeno muscolare può perdurare fino anche a 3-5 minuti. Per quanto riguarda l'allenamento di resistenza con i pesi, lunghi tempi sotto tensione (TUT) muscolari e alte ripetizioni, che raggiungono e superano il minuto di esecuzione, possono essere considerati come prestazioni a bassa intensità, e sfruttano l'attivazione del sistema anaerobico lattacido col supporto del sistema aerobico ossidativo. L'intensità relativa a cui si fa riferimento spazia all'incirca all'interno di un range tra il 50 e il 60% di 1 RM, corrispondenti di un numero di ripetizioni massime (a cedimento) tra 14 e 25. Da quanto riscontrato da alcuni studi, questo metodo con sovraccarichi a bassa intensità e lunghi tempi sotto tensione produce uno stimolo ipertrofico, seppure inferiore rispetto ad intensità alte e intermedie (70-90% 1 RM), ma non permette un significativo miglioramento della prestazione massimale, sviluppando però maggiori capacità di resistenza alla fatica per lunghi periodi. Durante l'esercizio con sovraccarichi a bassa intensità, come avviene con intensità alte e intermedie, avviene inoltre una conversione delle fibre 2b in 2a, e un aumento della densità di mitocondri.
Conclusioni:
Uno dei principali fattori che vedono nel sistema lattacido la sua efficacia ai fini dell'ipertrofia, è quello di provocare un grande accumulo di acido lattico, positivamente correlato con una favorevole risposta ormonale anabolica. Un'alta concentrazione di acido lattico, che si accumula durante l'attività muscolare, causa un abbassamento del pH ematico, e si associa ad un notevole incremento della somatotropina (GH). In sostanza, la secrezione di GH è proporzionale alla produzione di acido lattico. L'accumulo di acido lattico crea delle microlesioni sulla membrana cellulare che hanno un effetto stimolatorio sulla sintesi proteica in seguito alla fase di supercompensazione. Si riscontra inoltre che le ripetizioni concentriche producono lattato per 2/3 più di quanto non faccia l'esercizio eccentrico, quindi tale metodo può essere applicato per massimizzarne la produzione. Il substrato energetico del sistema lattacido è il glicogeno, quindi in seguito al recupero dagli allenamenti lattacidi, avviene una maggiore ritenzione dello stesso (in concomitanza con la dieta), il quale influisce sull'aumento del volume cellulare, e quindi producendo ipertrofia. La ritenzione intramuscolare di glicogeno può aumentare anche del 66% in seguito ad un periodo di 5 mesi di allenamento di resistenza, e studi su bodybuilder hanno mostrato un aumento di glicogeno muscolare approssimativamente del 50% rispetto a individui non allenati.
Il sistema lattacido lavora entro range di tempo più ampi rispetto a quello alattacido (alcuni minuti contro pochi secondi), quindi c'è una maggior possibilità di variare l'intensità di carico per ottenere un'ipertrofia più marcata su alcuni tipi di fibre rispetto ad altre. Il sistema lattacido tende a creare un'ipertrofia rilevante su tutti e tre i tipi di fibra, mentre quello alattacido tende a creare ipertrofia solo sulle fibre di tipo 2.

#### Sistema anaerobico alattacido
Il lavoro anaerobico alattacido è anch'esso coinvolto nell'aumento dell'ipertrofia muscolare, sebbene gli venga attribuita un'importanza minore nel raggiungere questo scopo, ma venga considerata piuttosto una metodica tipicamente adatta per aumentare la forza massimale. Uno dei motivi per cui il sistema alattacido può creare ipertrofia, è che l'attivazione di questo sistema energetico impone una riduzione delle riserve dei fosfati muscolari, cioè adenosina trifosfato (ATP) e creatinfosfato (CP). La carenza di ATP porta alla formazione dei poliribosomi, che sono la sede intracellulare della sintesi proteica. Al contrario, un'alta concentrazione di questa molecola energetica inibisce la formazione di questi organuli cellulari. Questo tipo di stimolo allenante porta ad aumentare le scorte dei fosfati stessi per un meccanismo di supercompensazione, per poter soddisfare le aumentate richieste energetiche con impiego dei fosfati rispetto alle condizioni normali. È stato dimostrato che nell'uomo, dopo 5 mesi di allenamento per la forza, le concentrazioni intramuscolari di fosfocreatina e ATP si elevano rispettivamente del 28% e 18%. Altri studi hanno dimostrato che il rapporto tra creatinfosfato e fosfati inorganici incrementa dopo 5 settimane di allenamento di resistenza. Al contrario, altri studi riscontrano che la ritenzione dei fosfati non aumenti con l'allenamento di resistenza tradizionale ad intensità inferiori. Ciò è supportato dal fatto che sono state rilevate normali concentrazioni di fosfati muscolari (CP, ATP), in atleti con una considerevole ipertrofia muscolare.
Il sistema alattacido viene attivato nei primissimi secondi dell'intensa attività, utilizzando come substrato energetico i fosfati muscolari, cioè adenosinatrifosfato (ATP) e creatinfosfato (CP). Nei primi 5-6 secondi di intensa attività muscolare, soprattutto di potenza, l'energia viene tratta dai depositi intramuscolari di ATP, mentre nei successivi 10-15 secondi il muscolo deve fare affidamento sul creatinfosfato. Dopo questi primi secondi di attività alattacida, subentra il sistema anaerobico lattacido glicolitico con il prevalente utilizzo del glicogeno muscolare. Come per gli altri sistemi energetici, anche quello alattacido copre un tempo di intervento definito, che agisce entro circa i primi 15 secondi nell'attività altamente intensa. Questo meccanismo energetico è quindi connesso con una tale tempistica di esecuzione della serie o tempo sotto tensione (TUT), e con un'intensità e un carico che spaziano dall'80 al 100% di 1 RM, cioè tra 1 e 6-7 ripetizioni massime, se eseguite all'interno di questi tempi di azione.
Come già menzionato, il sistema alattacido per definizione non sfrutta il glicogeno muscolare, e non provoca la produzione di acido lattico, che è positivamente correlato alla secrezione di somatotropina (GH). Non essendoci una rilevante liberazione del glicogeno muscolare, non si crea una supercompensazione intracellulare dello stesso, fattore che contribuisce ulteriormente ad aumentare il volume della fibra muscolare mediante un'ipertrofia sarcoplasmatica, in combinazione con una dieta ad alto apporto di glucidi. Tuttavia, come accennato in precedenza, alcuni studi hanno riscontrato che l'ipertrofia massima viene ottenuta con carichi tra l'80 e il 95% di 1 RM, equivalenti di circa 2 e 6 ripetizioni massime a cedimento, strettamente connessi con il sistema anaerobico alattacido e con l'allenamento di potenza e forza massimale. Più o meno in linea con questi risultati, altri riconoscono che l'ipertrofia delle componenti cellulari quali miofibrille, sarcoplasma, e tessuto connettivo, risponda anche ad uno stimolo all'85% di 1 RM (4 ripetizioni massime), e comunque allenamenti che prevedono alte intensità, relative al 90% di 1 RM (3 RM), contribuiscono a creare ipertrofia, e possono essere parte di un programma di allenamento mirato all'aumento del volume muscolare, in combinazione con cicli o esercizi ad intensità medie o basse. L'importanza del sistema alattacido per creare ipertrofia è dato anche da una questione ormonale. Se l'allenamento anaerobico lattacido glicolitico promuove la massima secrezione di GH, l'esercizio anaerobico alattacido dei fosfati promuove una maggiore secrezione di testosterone, altro importante ormone anabolico. È stato infatti riscontrato che esiste una relazione inversa tra i livelli di testosterone dei soggetti e il numero totale di ripetizioni eseguite all'interno di una serie, cioè con l'aumento dell'intensità e il decremento del numero di ripetizioni, sono stati osservati livelli superiori di testosterone. Ad ogni modo anche il volume (essenzialmente il rapporto tra serie e ripetizioni) o il numero di serie risulta come determinante, infatti sebbene alti volumi siano solitamente correlati ad intensità medie o basse, viene riscontrato che anche l'esercizio di resistenza ad alta intensità con un volume maggiore e tempi di recupero brevi provoca una risposta ormonale anabolica maggiore, rispetto ad un esercizio della medesima intensità ma dal volume inferiore.
Tale strategia, permette di reclutare al massimo la fibra di tipo 2b (fibra bianca), che viene meno coinvolta ad intensità inferiori, mentre non induce un'ipertrofia significativa della fibra di tipo 1 (rossa). Viene riconosciuto in questo caso un carico minimo relativo all'85% di 1 RM (4-5 RM), necessario per reclutare un maggior numero di unità motorie, nonché stimolare il guadagno della forza. Non a caso, i wheight lifter (sollevamento pesi), e i power lifter (sollevamento di potenza), cioè atleti che eseguono la loro performance mediante il sistema alattacido, mostrano una maggiore ipertrofia della fibra di tipo 2 (rapida), mentre i body builder (culturismo) sembrano mostrare un'ipertrofia sia nelle fibre di tipo 2, che di tipo 1. Quindi anche metodi di allenamento tipicamente indicati per aumentare la forza massimale e la potenza, e che agiscono all'interno del sistema anaerobico alattacido, possono essere molto indicati anche per stimolare il fattore ipertrofico. Talvolta la letteratura scientifica riconosce che intensità di carico più elevate siano adatte e necessarie per gli atleti avanzati.

#### Sistema aerobico
Il sistema aerobico durante l'attività fisica inizia ad intervenire a supporto del sistema anaerobico lattacido dopo circa il minuto di attività. Tuttavia superata questa tempistica per alcuni minuti il meccanismo lattacido rimane il principale sistema energetico, mentre il sistema aerobico comincia a prevalere sul lattacido dopo circa 5 minuti di lavoro muscolare ininterrotto. Il sistema aerobico per definizione ricava ATP da lipidi e glucidi per l'attività muscolare con la richiesta di ossigeno (O2), riuscendo a smaltire l'acido lattico. Per quanto riguarda l'attività di endurance, cioè la vera e propria attività aerobica, in generale non si riconoscono particolari capacità di incrementare l'ipertrofia muscolare. La maggior parte degli studi sul caso suggeriscono che, contrariamente al lavoro anaerobico, quello aerobico non stimola questa reazione. Come si vedrà nel paragrafo successivo, questo metodo di allenamento potrebbe ostacolare il pieno sviluppo dell'ipertrofia muscolare.

#### Combinazione e compatibilità tra allenamento anaerobico e aerobico per l'ipertrofia e la forza
Ulteriori ricerche sono state affrontate sull'esecuzione di esercizio aerobico e anaerobico nella stessa seduta, per poter verificare se questo possa portare ad un miglioramento dell'aspetto ipertrofia e forza, o ad un generale miglioramento delle prestazioni, o se invece possa causare l'effetto opposto. Mentre viene spesso suggerito che l'impostazione di un programma di allenamento che preveda l'allenamento di resistenza in supporto a quello di endurance (anche in sedute separate) possa apportare ulteriori benefici e miglioramenti rispetto alla sola endurance, come un mantenimento elevato del metabolismo basale e della massa magra, e un'ulteriore riduzione della massa grassa durante un regime ipocalorico, o un loro aumento in condizioni normali, un aumento della forza, e un miglioramento della densità minerale ossea, sotto l'aspetto della massimizzazione dell'ipertrofia, la maggior parte degli studi sul caso hanno dato esiti non vantaggiosi. Questo almeno per quanto riguarda la loro esecuzione nella stessa seduta.
Si ritiene che la combinazione tra allenamento di forza/resistenza e endurance nella stessa seduta sembra inibire lo sviluppo di queste componenti se confrontato con l'allenamento della sola forza/resistenza. Secondo gran parte della letteratura scientifica, combinare l'allenamento di resistenza/forza con quello aerobico di endurance sopprime alcuni degli adattamenti all'allenamento per la forza, anche se può migliorare alcuni aspetti della capillarizzazione nel muscolo scheletrico. Molti indicano che la combinazione dei due metodi allenanti porta ad un'attenuazione dei miglioramenti delle prestazioni e degli adattamenti fisiologici tipici del singolo allenamento. Si è notato ad ogni modo che sia l'allenamento di resistenza/forza, che la sua combinazione con l'allenamento di endurance, portano ad una simile iperotrofia della fibra 2a (intermedia). Tuttavia l'ipertrofia della fibra rossa aumentava tra le 2 e le 9 volte nel solo esercizio di resistenza rispetto alla resistenza in combinazione con l'endurance. Poche altre ricerche hanno mostrato risultati opposti, sostenendo che un programma combinato non impedisca dei miglioramenti della forza e ipertrofia, rispetto al solo programma anaerobico.
L'allenamento di resistenza/forza e quello di endurance producono adattamenti ampiamente diversificati, i quali non riescono efficacemente a sovrapporsi tra di loro. L'allenamento anaerobico di resistenza si traduce in genere in un aumento della massa muscolare e della forza muscolare. Al contrario, l'allenamento aerobico di endurance induce un aumento del massimo consumo di ossigeno e adattamenti metabolici che portano ad un aumento della resa durante l'esercizio. In molti sport, la combinazione tra allenamento di forza e di endurance è necessario per migliorare le prestazioni, ma in alcune situazioni in cui l'allenamento di forza e di endurance sono eseguiti simultaneamente, ha luogo una potenziale interferenza nello sviluppo della forza e ipertrofia, il che porta a credere che tale combinazione risulti incompatibile. Il fenomeno dell'allenamento combinato di resistenza e endurance, è stato descritto per la prima volta nella letteratura scientifica nel 1980 da Robert C. Hickson, dove veniva fatta presente la loro incompatibilità, e anche se studi successivi hanno dato risultati a favore e contro questa conclusione, l'effetto dell'incompatibilità sembra maggiormente accreditato. A livello molecolare, sembra esserci una spiegazione per l'interferenza nello sviluppo della forza durante un allenamento combinato, ma è ormai chiaro che diverse forme di esercizio inducono meccanismi antagonisti di segnalazione intracellulare che, a loro volta, potrebbero avere un impatto negativo sulla risposta adattativa del muscolo a questa particolare forma di allenamento combinato. Cioè, l'attivazione dell'enzima AMPK durante l'esercizio di endurance può inibire i segnali che avviano la sintesi proteica inibendo l'attività del mTOR e suoi obiettivi.
A questo proposito sono state formulate ulteriori ipotesi, di natura cronica e acuta, per cercare di spiegare il fenomeno di inibizione dello sviluppo della forza durante l'allenamento combinato. L'"ipotesi cronica" sostiene che il muscolo scheletrico non possa adattarsi metabolicamente o morfologicamente ad entrambi i metodi di allenamento. Questo perché molti adattamenti a livello muscolare osservato in risposta all'esercizio anaerobico di forza/resistenza sono diversi da quelli osservati dopo l'esercizio aerobico di endurance. L'osservazione che vede i cambiamenti del tipo e delle dimensioni delle fibre muscolari dopo l'allenamento combinato diversi da quelli osservati dopo l'allenamento della sola forza, forniscono un sostegno all'ipotesi cronica. L'"ipotesi acuta" sostiene che la stanchezza residua dalla componente di endurance nell'esercizio combinato comprometta la capacità di sviluppare tensione durante la parte dell'allenamento dedicata alla forza nell'allenamento combinato. Si propone che ripetute riduzioni acute nella qualità delle sessioni di allenamento poi portano ad una riduzione dello sviluppo della forza nel tempo. Fattori della fatica periferica come il danno muscolare e la deplezione di glicogeno muscolare e sono stati implicati come possibili meccanismi della fatica associati all'ipotesi acuta.

### Fibre muscolari e ipertrofia del muscolo scheletrico
La forza generata da un muscolo dipende dalla sua dimensione e dalla composizione del tipo di fibre muscolari. Le fibre muscolari scheletriche sono classificate essenzialmente in due categorie principali; fibre a contrazione lenta (tipo 1) e fibre a contrazione rapida (tipo II). La differenza tra le due fibre possono essere distinte dal metabolismo, dalla velocità contrattile, dalle differenze neuromuscolari, dal glicogeno, dai lipidi, dalla densità capillare del muscolo, e dall'effettiva risposta all'ipertrofia. Il fattore ereditario determina la percentuale e la quantità dei due tipi principali di fibra. La maggior parte degli individui hanno una componente di circa il 50% data dalle fibre a contrazione lenta e a contrazione rapida, anche se questa distribuzione varia tra le persone, e anche all'interno di diversi muscoli di una individuo. Negli esseri umani le fibre aerobiche sono stante denominate anche come fibre rosse, toniche, di tipo I, a contrazione lenta (ST), o lente-ossidative (SO). Al contrario, le fibre anaerobiche sono stati denominate bianche, fasiche, di tipo 2, a contrazione rapida (FT) o fast-glycolitic (FG). Un'ulteriore suddivisione delle fibre di tipo II sono le IIa (rapide glicolitiche-ossidative) e IIB (rapide-glicolitiche). Bisogna ricordare che il soleo, un muscolo coinvolto nella postura in piedi e nell'andatura, è composto generalmente da una percentuale maggiore del 25-40% di fibre di tipo 1, mentre il tricipite brachiale ha una distribuzione maggiore del 10-30% di fibre di tipo II rispetto agli altri muscoli del braccio. Le proporzioni e le tipologie di fibre muscolari variano notevolmente tra gli adulti e tra gli atleti dei diversi tipi di disciplina: i weight lifter (sollevamento pesi), e i power lifter (sollevamento di potenza) mostrano una maggiore ipertrofia della fibra di tipo 2 (rapida), mentre i body builder (culturismo) sembrano mostrare un'iperotrofia sia nelle fibre di tipo 2, che di tipo 1. Si suggerisce che i nuovi modelli di periodizzazione di allenamento, che includono l'esecuzione di esercizi con sovraccarichi con fasi di allenamento ad intensità leggera, moderata e alta, riescano a stimolare i diversi tipi di fibre muscolari del corpo, fornendo allo stesso tempo di riposo sufficiente in modo che si verifichi la sintesi proteica.

#### Reclutamento delle unità motorie
Le unità motore sono per la maggior parte reclutate in ordine di dimensioni crescenti, poiché la dimensione (diametro) del gruppo di unità motore è direttamente correlato alla sua capacità di produrre forza. Una richiesta più leggera forza verso il muscolo porrà l'accento sull'attivazione delle fibre di tipo 1 a contrazione lenta. Come la forza richiesta ai muscoli aumenta, le fibre intermedie di tipo IIa sono attivate con l'aiuto delle fibre di tipo I. Con richieste di forza muscolare più impegnative, intervengono le più potenti (e più grandi) fibre di tipo IIb, col supporto delle fibre di tipo I e di tipo IIa.

#### Fibre di tipo 1
Le fibre muscolari di tipo I, note anche come fibre muscolari rosse o lente ossidative (SO, Slow Oxidative), sono principalmente responsabili del mantenimento della postura del corpo e sostegno dello scheletro. Il soleo è un esempio di muscolo composto prevalentemente da fibre a contrazione lenta. Un aumento della densità capillare è legata alla fibre di tipo I perché sono più coinvolte nelle attività aerobica di resistenza (endurance). Queste fibre sono in grado di generare tensione per lunghi periodi di tempo. Le fibre di tipo I richiedono meno eccitazione per causare una contrazione, ma generano anche meno forza. Esse utilizzano più efficientemente lipidi e carboidrati per via del preponderante ricorso al metabolismo aerobico ossidativo (complesso sistema energetico del corpo che trasforma l'energia dalla degradazione del carburante con l'ausilio dell'ossigeno). Le fibre lente possono sviluppare ipertrofia ma in maniera minore, anche se è stato dimostrato che siano in grado di incrementare notevolmente questo evento mediante l'allenamento coi pesi con sovraccarico progressivo. Questa ridotta capacità ipertrofica dipende dal metabolismo specifico: nella fibra in cui c'è una maggiore presenza di mitocondri e con un elevato impiego di ossigeno, la fibra deve essere mantenuta ridotta in modo che al suo interno al velocità di diffusione dell'ossigeno sia abbastanza elevata. Infatti i body builder, cioè atleti che adottano il metodo dell'esercizio anaerobico di resistenza con sovraccarichi, riescono a stimolare l'ipertrofia della fibra di tipo 1, contrariamente ai power lifter e ai weight lifter. La fibra di tipo 1 per altro viene stimolata anche a ripetizioni basse e intermedie (3-12 rip.), e quindi ad intensità alte e medie (70-90% 1 RM), anche se non mostra ipertrofia ad alte intensità, mentre la fibra di tipo 2 non viene stimolata ad alte ripetizioni/bassa intensità (specie la 2b).

#### Fibre di tipo 2
Le fibre di tipo II possono essere trovate in maggiore concentrazione nei muscoli che richiedono una maggiore quantità di forza per brevi periodi di tempo, come il gastrocnemio e il vasto laterale. Queste sono reclutate meno frequentemente, e sono più predisposte all'ipertrofia. Fibre di tipo II possono essere ulteriormente classificate nei sottotipi IIa e IIb.

##### Fibre di tipo 2a
Le fibre di tipo IIa, note anche come fibre intermedie, o a contrazione veloce ossidativi glicolitiche (FOG, Fast Oxidative Glycolitic), sono degli ibridi tra le fibre di tipo I e di tipo IIb, e presentano delle caratteristiche di entrambi i tipi. Queste si basano sia sul metabolismo anaerobico (reazioni che producono energia che non necessita di ossigeno), che aerobico ossidativo per sostenere la contrazione. Con un allenamento di endurance le fibre di tipo IIb si convertono in fibre di tipo IIa, provocando un aumento della percentuale di fibre di tipo IIa all'interno di un muscolo. Le fibre di tipo IIa presentano anche un aumento della sezione trasversale con conseguente ipertrofia tramite l'esercizio di resistenza. Con il disuso e l'atrofia, le fibre di tipo IIa si riconvertono in fibre di tipo IIb.

##### Fibre di tipo 2b
Le fibre di tipo IIb sono fibre glicolitiche a contrazione rapida (FG, Fast Glycolitic). Queste fibre si basano unicamente sul metabolismo anaerobico per produrre energia per la contrazione, che è il motivo per cui presentano al loro interno elevate quantità di enzimi glicolitici. Queste fibre generano tra tutte la maggior quantità di forza a causa di un aumento della dimensione dei nervi del corpo, assoni e fibre muscolari, ad una velocità di conduzione maggiore dei motoneuroni alfa, e una quantità maggiore di eccitazione necessaria ad avviare il potenziale di azione. Sebbene questo tipo di fibra sia in grado di generare la maggior quantità di forza, è anche quella che mantiene la tensione per il periodo di tempo più breve tra tutti i tipi di fibre muscolari. Le fibre di tipo IIb si convertono in fibre di tipo IIa con l'esercizio anaerobico di resistenza. Si ritiene che l'allenamento di resistenza provochi un aumento della capacità ossidativa nel muscolo allenato per la forza. Dato che le fibre di tipo IIa hanno una maggiore capacità ossidativa delle fibre di tipo IIb, questo adattamento si rivela positivo per le esigenze dell'esercizio. Le fibre bianche rispondono a carichi relativi all'80-85% di 1 RM, vale a dire tra le 4 e le 6 ripetizioni massime (a cedimento muscolare) con movimento veloci ed esplosivi, mentre le fibre rosse rispondono maggiormente ad intensità relative inferiori all'80%.

### Ipertrofia e densità capillare
Anche se può essere spesso supportata l'ipotesi che l'aumento della densità capillare abbia luogo solo con l'allenamento di natura aerobica, realmente anche l'esercizio anaerobico assume un importante ruolo nel suo incremento. Un aumento del letto capillare nel muscolo ha luogo per supportare l'aumentata richiesta di sangue per rifornirlo, e può contribuire a sviluppare lievemente anche l'aumento dell'ipertrofia per un 3-5%. La mancata capacità di sviluppare la densità capillare può essere attribuita solo all'attività alattacida tipica dei powerlifter e weightlifter, ma lo stesso non si può dire dei bodybuilder, che al contrario hanno mostrato una maggiore capillarizzazione. L'esercizio di resistenza classico a media intensità (3 serie x 10 RM) seguito per 12 settimane, ha mostrato un significativo incremento nel numero di capillari sia per le fibre di tipo I che per quelle di tipo II. Tuttavia, a causa dell'ipertrofia delle fibre, non è stato osservato nessuno cambiamento dei capillari per fibra o per area del muscolo. L'aumentata capillarizzazione è stata osservata anche da parte di soggetti non allenati che si sono sottoposti ad un programma di resistenza. Si è dimostrato che con diversi tipi di allenamento, cioè diverse combinazioni di movimenti concentrici ed eccentrici, i capillari per area e per fibra aumentano significativamente in risposta all'esercizio di resistenza pesante. Per l'ipertrofia selettiva delle fibre di tipo II, l'incremento dei capillari sembra essere collegato all'intensità e al volume dell'esercizio di resistenza. Tuttavia, il periodo di cambiamento nella densità capillare appare lento, anche perché studi hanno mostrato che programmi di allenamento della durata di 6-12 settimane non stimolano la crescita capillare rispetto a soggetti non allenati. I powerlifter e i weightlifter non hanno dimostrato alcun cambiamento nel numero di capillari per fibra muscolare. Ma a causa dell'ipertrofia muscolare, questi stessi atleti mostrano un decremento della densità capillare (cioè un numero di capillari per la sezione trasversale del tessuto) se confrontati con individui non allenati.
Potrebbe essere quindi concluso che un allenamento di forza ad alta intensità e basso volume effettivamente diminuisce il letto capillare, mentre un allenamento di resistenza ad intensità basse e medie provochi dei risultati opposti aumentandone la densità in base all'ampiezza dell'ipertrofia. Un aumento della densità capillare può facilitare la performance di resistenza ad intensità basse e medie facilitando l'apporto di sangue alle fibre in attività. I brevi tempi di recupero tra le serie applicati da molti bodybuilder durante i loro allenamenti risultano in un aumento della concentrazione di lattato dai valori normali di 1 o 2 volte maggiori di 20 mmol/L. Una maggiore densità capillare può migliorare la capacità di rimuovere il lattato dal muscolo da parte del sangue, favorendo una migliore capacità di tolleranza ad allenamenti che causano un grande accumulo di questa molecola. Questo principio è inoltre supportato dal fatto che i bodybuilder mostrano una maggiore capacità di resistenza se sottoposti alle stesse concentrazioni di lattato se comparati ai powerlifter. Ciò è dato dal fatto che i protocolli di resistenza/forza dei weightlifter e powerlifter non lavorano all'interno dei tempi di attivazione del sistema anaerobico lattacido, di conseguenza difficilmente raggiungono concentrazioni di lattato attorno ai 4 mmol/L, quindi lo stimolo fisiologico per l'aumento della capillarizzazione non avviene.
Da quanto visto, un allenamento di resistenza tipicamente mirato allo sviluppo dell'ipertrofia a media e bassa intensità, ha la capacità di aumentare la densità capillare, ma questo cambiamento è dipendente dal volume di allenamento. Il tempo necessario per questo adattamento richiede più di 12 settimane. Un aumento del numero totale di capillari può essere nascosto dall'ipertrofia stessa, risultando in alcun cambiamento per area di fibre, o un decremento della densità capillare. Un allenamento ad alto volume e intensità media e alta possono stimolare lo sviluppo della capillarizzazione, mentre un programma a basso volume e/o ad alta intensità non porta a questo adattamento.

### Ipertrofia e densità mitocondriale
Diversi studi hanno esaminato gli effetti dell'esercizio di resistenza sulla densità mitocondriale, fattore che consente di migliorare la sensibilità insulinica, la tolleranza ai glucidi e lipidi, e la loro ossidazione. È stato notato un suo decremento con tale protocollo di allenamento a causa degli effetti attenuanti provocati dall'ipertrofia muscolare. L'osservazione di un decremento della densità capillare è coerente con la minima richiesta del metabolismo ossidativo da parte dei muscoli durante un tradizionale protocollo di resistenza. Questo metodo infatti tende ad attivare prevalentemente il metabolismo anaerobico, e quindi esula da un rilevante intervento dei meccanismi ossidativi per i suoi tempi di attività ridotti in combinazione con intensità piuttosto elevate. Altri studi hanno riscontrato che 12 settimane di allenamento di resistenza sono risultati in un significativo incremento delle fibre di tipo I e di tipo II nella loro sezione trasversale, rispettivamente del 26% e del 28%. Tuttavia, evidenze più recenti, hanno riscontrato che un allenamento di resistenza che prevede un Time Under Tension (TUT) di lunga durata, riesce invece a stimolare la sintesi di mitocondri. Questa analisi dei mitocondri dimostra che l'allenamento di forza/resistenza ad alta e media intensità porterebbe ad una riduzione della distribuzione mitocondriale locale, mentre protocolli di resistenza a bassa intensità e TUT lunghi ne favoriscono un aumento, probabilmente per il più rilevante intervento del metabolismo aerobico ossidativo.